# Eggerscheidt
Eggerscheidt ist ein Stadtteil von Ratingen im Kreis Mettmann mit 917 Einwohnern (Stand: 31. Dezember 2021). Es liegt westlich der Bundesautobahn 3 zwischen dem Angerbach im Süden und der Bahnstrecke von Essen nach Düsseldorf mit der S-Bahn-Linie 6 (Düsseldorf-Ratingen-Essen) im Nordwesten. Das Dorf bildet mit dem benachbarten Ort Hösel zusammen einen Gemeindebezirk. In Hösel hält die S6 am Bahnhof Hösel. Dieser ist mit der Buslinie 773 der Rheinbahn erreichbar, die das einzige öffentliche Verkehrsmittel in Eggerscheidt ist.
| Linie | Linienverlauf |
| ----- | --- |
| 773   | Ratingen, Hösel – Hösel, Bergbusch – Eggerscheidt – Ratingen, Hauser Ring – Ratingen Ost – Ratingen Mitte                                                            |
| DL 1  | Ratingen-Hösel → Ratingen-Eggerscheidt – Ratingen-Breitscheid, Krummenweg – Ratingen-Lintorf – Ratingen-Tiefenbroich – Ratingen-West – Ratingen Mitte – Ratingen Ost |

Die Bundesautobahn 3 ist am Autobahnkreuz Breitscheid erreichbar, an dem sich auch die Bundesautobahnen 52 und 524 befinden.
In Eggerscheidt befindet sich die Burg Gräfgenstein (auch: Grevensteyne, Grifgenstein u. ä.), ein ehemaliger Rittersitz, der 1254 erstmals urkundlich erwähnt wurde. Die Burg mit einem viergeschossigen Turm gehörte unter anderem den Rittern von Eggerscheidt (Eckerscheyd) (1254), den von Landsberg (1443), den vom Haus (15. Jh.), den von der Recke / von Ascheberg (bis 1532), den Gogreven (1532 bis 1598), den von der Horst / von Binsfeld (seit 1598), den von Wachtendonck, Gaddum, von Hochsteden (seit 1750), von Zweiffel und den Grafen von Spee.
Bis zum 31. Dezember 1974 war Eggerscheidt eine eigenständige Gemeinde im Amt Angerland. Gemeinsam mit den meisten anderen Gemeinden des Amtes wurde es aufgrund des Düsseldorf-Gesetzes am 1. Januar 1975 mit der Stadt Ratingen und der Gemeinde Homberg-Meiersberg zur neuen Stadt Ratingen zusammengeschlossen.

## Persönlichkeiten
- Gerhard Strecke (1890–1968), Komponist, lebte in den 1950er und 1960er Jahren in Eggerscheidt